# Fjällastorp
Fjällastorp is een plaats in de gemeente Bollebygd in het landschap Västergötland en de provincie Västra Götalands län in Zweden. De plaats heeft 90 inwoners (2005) en een oppervlakte van 19 hectare. Fjällastorp grenst in het westen aan naaldbos en in het oosten aan landbouwgrond. De bebouwing in het dorp bestaat voornamelijk uit vrijstaande huizen. De plaats Bollebygd ligt zo'n anderhalf kilometer ten oosten van het dorp.